# Штрба
Штрба (словац. Štrba) — село в Словаччині, Попрадському окрузі Пряшівського краю. Розташоване в північній Словаччині на межі Попрадської та Липтовської котловини.
Уперше згадується у 1280 році.
У селі є римо-католицький костел з 1848 року збудований на місці старішого середньовічного костела з 13 століття.

## Населення
| Рік:            | 1994. | 2004.   | 2014.   | 2024.   |
| --------------- | ----- | ------- | ------- | ------- |
| Кількість осіб: | 3844  | 3653    | 3543    | 3337    |
| Різниця:        |       | -4,96 % | -3,01 % | -5,81 % |

| Рік:            | 2023. | 2024.   |
| --------------- | ----- | ------- |
| Кількість осіб: | 3352  | 3337    |
| Різниця:        |       | -0,44 % |

У селі проживає 3667 осіб.
Національний склад населення (за даними останнього перепису населення — 2001 року):
- словаки — 94,83 %,
- цигани — 2,73 %,
- чехи — 1,12 %,
- угорці — 0,27 %,
- німці — 0,16 %,
- поляки — 0,03 %,
- українці — 0,03 %,

Склад населення за приналежністю до релігії станом на 2001 рік:
- римо-католики — 43,35 %,
- протестанти — 41,79 %,
- греко-католики — 1,82 %,
- православні — 0,32 %,
- не вважають себе вірянами або не належать до жодної вищезгаданої конфесії — 11,76 %

## Географія
Протікають
- Гінцов потік[8]
- Засмречинський потік[9]
- Крупа[10]
- потік Млаки
- Фуркотський потік.[11][12]